# Dan Baugh
Pour les articles homonymes, voir Baugh.
Pas d'image ? Cliquez ici

a Compétitions nationales et continentales officielles uniquement.

b Matchs officiels uniquement.
Dernière mise à jour le 2 février 2024.
Dan Baugh, né le 10 septembre 1974 à Regina, Saskatchewan (Canada), est un joueur de rugby à XV, qui joue avec l'équipe du Canada, évoluant au poste de troisième ligne (1,83 m pour 100 kg).

## Carrière

### En club
Dan Baugh rejoint le Cardiff RFC en 1998, puis les Cardiff Blues en 2003 lors de la régionalisation du rugby gallois. Il prend sa retraite en décembre 2005, après une série de graves blessures.

### En équipe nationale
Il a eu sa première cape internationale le 3 mai 1998, à l’occasion d’un match contre l'équipe du Japon.

## Palmarès
- 27 sélections avec l'équipe du Canada
- Sélections par année : 7 en 1998, 10 en 1999, 4 en 2000, 2 en 2001, 4 en 2002.

- Participation à la Coupe du monde de rugby 1999 (3 matchs).